# 光滑早熟禾
光滑早熟禾（学名：Poa glabriflora），为禾本科早熟禾属下的一个植物种。